# Mužina
Mužina je priimek več znanih Slovencev:
- Aleksander Mužina (* 1936), javni in kulturni delavec
- Aleksij Mužina (* 1974), odvetnik
- Danilo Mužina (* 1948), zdravnik
- Lojze Mužina (1914–1990), boksar